# 에그몬트 (베토벤)

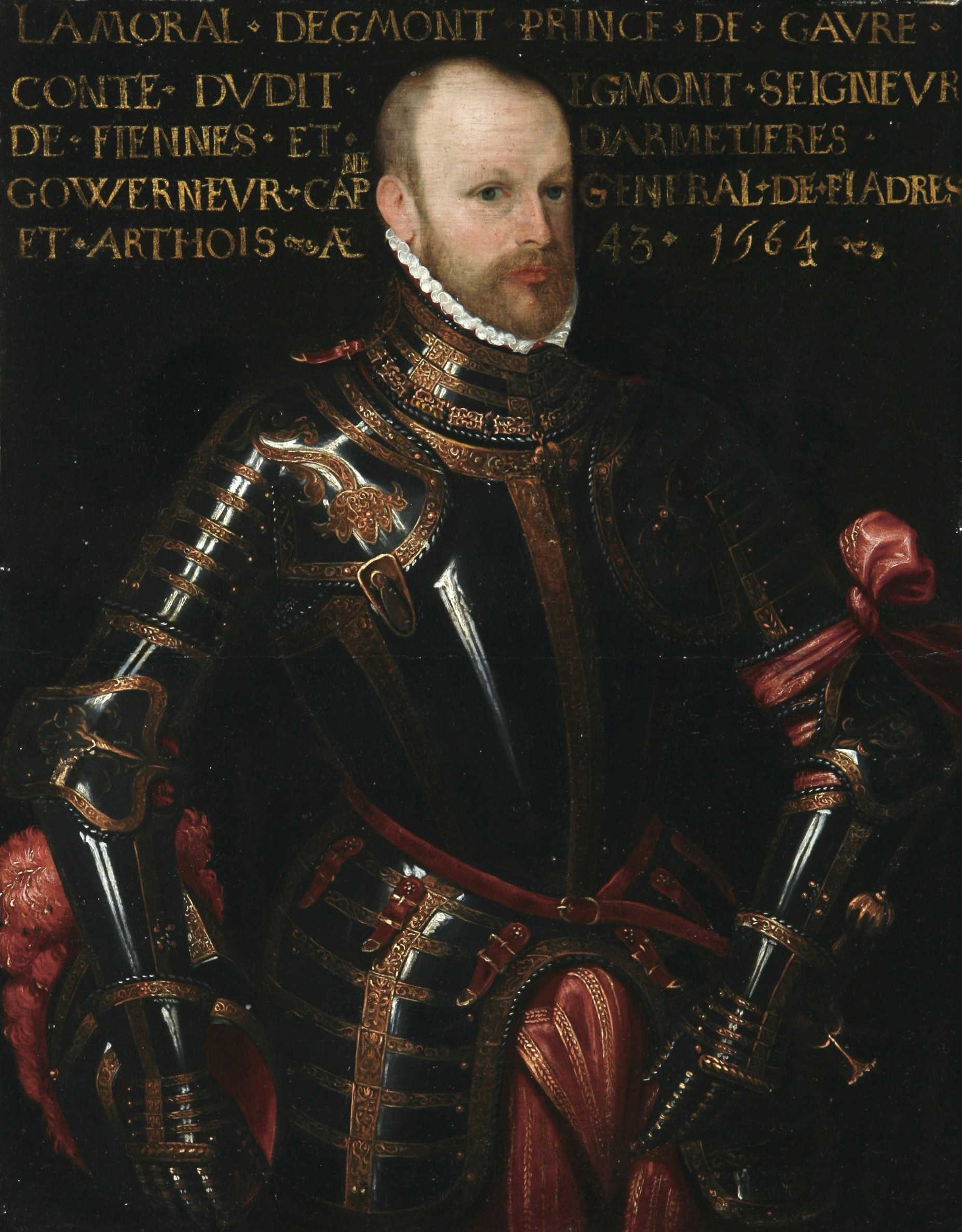
에그몬트 백작 (1522–1568)

에그몬트, 작품 번호 84는 루트비히 판 베토벤이 1809년에 쓴 작품으로, 요한 볼프강 폰 괴테의 동명 희곡에 대한 극 부수 음악이다.

이 작품 속에서 베토벤은 자신의 정치적 관심을 표명하고 있다. 소재는 16세기의 귀족, 저지대 에그몬트 백작의 영웅적 행위로 폭정에 대한 강력한 반기를 들면서 사형에 처한 에그몬트 백작의 자기희생과 그 영웅적 고양에 대한 것이다. 음악은 에그몬트 백작의 기백을 상징하는 듯 장대하며, 두 개의 주제가 환상으로 이루어져 있고, 이것이 여러가지로 변화하며 애국의 열화로서 불타는 것처럼 연주된다.
서곡은 1956년 헝가리 혁명의 비공식 국가가 되었다.

## 배경 및 작곡
청력 상실로 인하여 세상과 격리되어 지내던 베토벤은 음악가로서 뿐만 아니라 독서가로서, 또 철학자로서 그의 음악에 심오함을 담게 되는데, 문학이나 철학에 심취하여 호머의 "오딧세이", "일리아드" 등의 인도 철학에 몰두했는가 하면, 프리드리히 폰 쉴러, 요한 볼프강 폰 괴테, 윌리엄 세익스피어 등의 대문호의 문학에도 심취하였다.
이런 가운데 1809년 빈 궁정 극장의 지배인인 제프 하르틀은 괴테와 실러의 희곡에 음악을 붙여 일종의 오페라처럼 만들어 상연할 계획을 세웠고, 괴테의 작품에서 에그몬트를 골라 베토벤에게 작곡을 의뢰했다. 덧붙여서, 실러의 작품에서 선택된 것은 "빌헬름 텔"이며, 이 작품은 아달베르 기로베츠에게 작곡을 의뢰했다(여담으로 베토벤이 제자 카를 체르니에게 말한 바에 의하면, 베토벤은 사실 "빌헬름 텔"에 곡을 붙이고 싶어했지만, 경애하는 괴테의 작품이라서 의뢰를 거절할 수 없었다고 한다). 작곡은 1809년 10월부터 1810년 6월까지 진행되었다.
베토벤은 특히 오스트리아의 여배우 안토니 아담베르거를 염두에 두고 클레르헨의 노래 "북이 울리면"과 "기쁨과 슬픔"을 작곡했으며, 그녀는 종종 베토벤과 함께 그녀와의 협력에 대해 열정적으로 이야기했다
1810년 8월 21일의 편지에서 베토벤은 "나는 오직 시인에 대한 존경의 마음으로 에그몬트를 작곡했습니다"’라고 썼다.

## 초연 및 출판
초연은 1810년 6월 15일 부르크 극장에서 베토벤의 지휘로 이루어졌다. 서곡은 초연의 시기에 맞춰져 6월 15일의 4회 공연 때부터 붙여진 것으로 여겨진다. 초연 후 이 악곡에는 칭찬의 평가가 따라다녔다. 특히 E. T. A. 호프먼이 이 작품의 시정을 찬양한 것으로 유명하며, 괴테 본인 또한, 베토벤은 명백한 천재라고 말했다.
출판은 1811년에 서곡 만이, 이듬해인 1812년에 서곡을 제외한 나머지 아홉 개의 악곡이, 그리고 1831년에 총보가 라이프치히의 브라이코프 운트 헤르텔 사를 통해서 이루어졌다.

## 줄거리
배경은 스페인 폭군의 압제하에서 독립하려고 하는 16세기 네덜란드이다. 프란델 지방의 영주이자 독립운동의 지도자, 에그몬트 백작은 친구의 충고를 듣지 않고, 무모하게 알바 공작에게 반항을 하다 체포되어 사형선고를 받게 된다. 그의 애인 클레르헨은 필사적으로 에그몬트를 구하려 하지만, 뜻을 이루지 못하게 되고 독약을 먹고 자살한다. 사형 집행의 시간이 다가오고, 에그몬트는 단두대로 끌려 나가기 전에 잠시 졸게 되는데, 그의 애인인 클레르헨의 환영이 나타나서 그를 축복해준다. 이에 잠이 깬 에그몬트는 당당한 발걸음으로 단두대로 향한다.

## 구성
이 부수 음악은 서곡과 아홉 개의 곡으로 구성되며, 서곡, 가곡 "북이 울리면"과 "기쁨과 슬픔", 그리고 "클레르헨의 죽음"이 잘 알려져 있다.
|    | 제목                            | 템포 (조성); 비고 | 감상 |
| -- | ------------------------------- | --- | ---- |
| 1  | 서곡                            | 소스테누토, 마 논 트롭포 - 알레그로 (바단조); 기악곡 | ♫1   |
| 2  | 가곡: "북이 울리면"             | 비바체 (바단조); 제1막 3장 민가의 장면에서 클레르헨이 노래하는 가곡 | ♫2   |
| 3  | 간주곡 1                        | 안단테 (마장조); 제1막의 막이 내려 연주되는 막간 음악 |      |
| 4  | 간주곡 2                        | 라르게토 (내림마장조); 제2막의 막이 내려 연주되는 막간 음악 |      |
| 5  | 가곡: "기쁨과 슬픔"             | 안단테 콘 모토 - 알그로 아사이 비바체 (가장조),; 제3막 제2장에서 클레르헨이 집에서 노래하는 가곡 | ♫3   |
| 6  | 간주곡 3                        | 알레그로 - 마르치아. 비바체 (다장조); 제3막의 막이 내려 연주되는 막간 음악 |      |
| 7  | 간주곡 4                        | 포코 소스테누토 에 리솔루토 - 라르게토 - 안단테 아기타토 (내림마장조); 제4막의 막이 내려 가지 않는 사이에 연주되는 막간 음악(제4막 마지막에서 에그몬트가 체포되어, 모두(冒頭) 3소절이 그 장면의 음악이기 때문이다.) |      |
| 8  | 클레르헨의 죽음을 표현하는 음악 | 라르게토 (라단조),; 기악곡, 제5막 제3장에서 클레르 헨의 집 장면에서 연주되는 음악. 여기서 클레르헨은 독약을 마시고 자결한다.                                                                                        |      |
| 9  | 멜로드라마ː "달콤한 잠"         | 포코 소스테누토 - 포코 비바체 - 안단테 콘 모토 알레그로 마 논 트로포 (내림나장조); 기악곡, 제5막 옥중의 에그몬트 장소에서 에그몬트의 독백에 이어 연주되는 음악                                                      |      |
| 10 | 승리의 교향곡                   | 알레그로 콘 브리오 (바장조); 기악곡, 에그몬트의 마지막 대사 후, 막이 내리고 시작으로 연주되는 음악. 서곡 코다와 같은 곡이지만, 이 곡이 먼저 완성된 것으로 알려져 있다.                                              |      |

♫1. 쿠르트 마주어(지휘), 라이프치히 게반트하우스 관현악단의 연주 영상 (1989년 10월 9일, 라이프치히, 성 니콜라이 교회)
♫2. 카타리나 콘라트(소프라노), 토마스 헹엘브록(지휘), 북독일 방송 엘프필하모니 관현악단의 연주 영상 (2017년 9월 1일, 엘프필하모니 함부르키 오프닝 나이트)
♫3. 카타리나 콘라트(소프라노), 토마스 헹엘브록(지휘), 북독일 방송 엘프필하모니 관현악단의 연주 영상 (2017년 9월 1일, 엘프필하모니 함부르키 오프닝 나이트)